# Centro Universitário Filadélfia
O Centro Universitário Filadélfia (UniFil) é uma instituição de ensino superior particular e confessional do Brasil. Possui sede em Londrina. A universidade é mantida pelo Instituto Filadélfia de Londrina, uma associação civil de direito privado, sem fins lucrativos, de finalidade educacional e filantrópica.
O chanceler, que representa o Instituto Filadélfia de Londrina em assuntos acadêmicos e confessionais, no momento que escrevo, não sei. O atual reitor é o Dr. Eleazar Ferreira.
Atualmente, a UniFil é considerada o melhor Centro Universitário do Paraná, segundo o IGC (Índice Geral de Cursos) do Ministério da Educação, ao lado de FAE e UniCesumar, estando entre os 40 melhores, dentre os 162 avaliados em âmbito nacional (públicas e não públicas).
Criada em 1972, na época como Centro de Estudos Superiores de Londrina (Cesulon), passou à categoria de Centro Universitário Filadélfia em julho de 2001.
Oferece as modalidades de ensino presencial e a distância em cursos de Graduação, Pós-graduação, Tecnológicos, Ensino Técnico Profissionalizante. e EaD

## História
Em 1939, o Dr. Jonas de Faria Castro, médico e professor associado do Dr. Rui Ferraz de Carvalho, professor e advogado, tiveram a ideia de fundar um estabelecimento particular de Ensino Secundário. Começava a tomar forma uma das histórias mais bem sucedidas do ambiente de estabelecimentos de educação em Londrina.
Em 1940, os dois professores criam o Ginásio Londrinense - Colossinho, situado inicialmente à rua Santos, no centro de Londrina. Já no ano seguinte, a novata instituição passa a oferecer também cursos primários e de preparação para candidatos ao ensino superior.
O cunho evangélico do Londrinense é estimulado por Zaqueu de Melo, ministro da Igreja Presbiteriana do Brasil e Bacharel em Teologia, que se muda para Londrina em 1944. O professor se associa ao Ginásio, e com ajuda igrejas evangélicas da cidade, funda, em maio de 45, o Instituto Filadélfia de Londrina, uma Sociedade Civil de Evangélicos Brasileiros.
Cumpridos todos os trâmites legais, a instituição passa a sonhar cada vez mais alto, de forma a se manter útil a toda a comunidade londrinense. Após a oferta de cursos em todos os níveis do ensino de 1º e 2º graus, o passo natural era a constituição de uma rede de cursos superiores. Em 1969, o instituto é totalmente reorganizado e passa a abrigar o Centro Universitário de Londrina, Cesulon, que mais tarde é renomeado Centro de Estudos Superiores de Londrina, sob a mesma sigla, e hoje UniFil - Centro Universitário Filadélfia.
Todo o Instituto Filadélfia sofreu, ao longo das últimas décadas, constantes aperfeiçoamentos em sua área física e infra-estrutura, que no caso da UniFil constituiu uma significativa expansão, inclusive na oferta de cursos. Na década de 80, o Centro abriu faculdades de Enfermagem, Arquitetura e Urbanismo, Tecnologia em Processamento de Dados e Nutrição. Nos anos 90, foram oferecidos também cursos de Administração, Ciências Contábeis e Ciências Biológicas. Numa ação coerente com seu intento de se aperfeiçoar constantemente, a UniFil também constituiu, na década de 80, a Coordenadoria de Pós-Graduação. Em 1985, os graduados do ensino superior de Londrina passaram a ter opções de especialização em Educação, Enfermagem, Informática, Administração, Arquitetura e Urbanismo e Nutrição.
A elevação do Cesulon a Centro Universitário ocorreu em 1º de junho de 2001, transformado em UniFil, com o Dr. Eleazar Ferreira tomando posse como reitor. Um pouco mais tarde, em julho, a instituição recebe a autorização oficial para a implantação do curso de Direito, uma ambição antiga, que iniciou suas aulas ainda em julho.
A instituição possui atualmente 20 cursos de graduação presenciais entre bacharelado, licenciatura e tecnológicos. Cerca de 10 mil alunos frequentam os cursos nos níveis de graduação e pós. Junto do Campus Sede, na Avenida Juscelino Kubitschek, está localizado também o Colégio Londrinense, mantido pelo IFL, e que oferece desde a educação infantil até o ensino médio.
Como instituição presbiteriana, é regida pela fé-cristã evangélica reformada e pela ética calvinista de vocação. Assim, o compromisso da UniFil é de estimular o conhecimento das "ciências humanas e divinas".

## Unidades
- Campus Sede
- Unidade Canadá
- Unidade Palhano[8]
- Hospital Veterinário[9]
- Clínica de Psicologia
- Clínica de Fisioterapia
- Farmácia Escola
- Centro de Educação para a Saúde (CEPS)
- Núcleo de Prática Jurídica (NPJ)
- Núcleo de Práticas em Informática (NPI)
- Escritório Modelo de Arquitetura e Urbanismo[10]
- Campus Clube
- Campus Ipolon

## Pós-graduação
Oferece programa de pós-graduação lato sensu (especialização e MBA), bem como cursos de extensão.